# 拜爾斯 (科羅拉多州)
拜爾斯（英語：Byers）是位於美國科羅拉多州阿拉帕霍縣的一個人口普查指定地區。

## 地理
拜爾斯的座標為39°42′38″N 104°13′18″W / 39.71056°N 104.22167°W，而該地最高點為海拔高度1586米（即5203英尺）。

## 人口
根據2010年美國人口普查的數據，拜爾斯的面積為11.10平方千米，均為陸地。當地共有人口1160人，而人口密度為每平方千米104人。